# Горіх Юрія Нікуліна
Горіх Юрія Нікуліна. Обхват стовбура 4,30 м, висота 12 м, вік близько 400 років. Один з найстаріших волоських горіхів Криму і України. Зростає при вході в Долину привидів на Демерджі в районі Алушти (Крим). У 1966 р., під час зйомок кінокомедії «Кавказька полонянка, або Нові пригоди Шурика», на дерево залазив популярний актор Юрій Нікулін і кидався горіхами. Дерево було вилікувано Київським еколого-культурним центром в 2010 р. Отримало статус ботанічної пам'ятки природи в 2011 р. з ініціативи Київського еколого-культурного центру.

## Ресурси Інтернету
- Фотогалерея самых старых и выдающихся деревьев Украины  [Архівовано 8 квітня 2014 у Wayback Machine.]